# Восточный венценосный журавль
Восточный венценосный журавль (лат. Balearica regulorum) — птица семейства настоящих журавлей, обитающая на востоке и юге Африки. Из шести видов журавлей, обитающих на Африканском континенте, восточный венценосный журавль считается наиболее многочисленным — по оценке орнитологов, совокупная популяция этой птицы составляет 58—77 тыс. птиц. Птица является одним из национальных символов Уганды и изображена на её национальном флаге и гербе.

## Описание
Птица ростом около 106 см и весом 3,5 кг. Оперение тела в основном бледно-серое — более светлое по сравнению с венценосным журавлём. Крылья большей частью белые, но встречаются также золотистые, рыжие и коричневые перья. Наряду с венценосным журавлём (но в отличие от других видов) на голове имеется большой хохолок, состоящий из жёстких золотистого цвета перьев, благодаря которому птица и получила своё название. На щеках имеются белые пятна, а под подбородком горловой мешочек, схожий с серёжками у серёжчатого журавля, однако способный раздуваться. По сравнению с венценосным журавлём мешочек выглядит гораздо крупнее. Кроме того, на щеках также имеются пятна неоперённой красной кожи, которые несколько крупнее аналогичных у венценосного журавля. Клюв сравнительно короткий, несколько уплощённый, тёмно-серый. Ноги чёрные. В отличие от многих других журавлей, у восточного венценосного журавля на ноге имеется длинный задний палец, который позволяет птице легко удерживаться на ветке дерева или кустарника.
Половой диморфизм (видимые различия между самцом и самкой) не выражен, хотя в паре самцы выглядят несколько крупнее. У молодых птиц оперение в основном бледно-серое с рыжими окончаниями, а на брюхе тёмно-жёлтое или рыжеватое. Затылок у них коричневый, голова полностью покрыта перьями.
Различают два подвида восточного венценосного журавля — B. r. regulorum, обитающий в Восточной Африке, и B. r. gibbericeps, обитающий на юге.

## Распространение
Ведёт оседлый или сезонно-кочевой образ жизни в Восточной и Южной Африке. Подвид B. r. regulorum, численностью около 10 тыс., встречается в Южно-Африканской республике и Зимбабве. Подвид B. r. gibbericeps более многочисленен, его популяция составляет порядка 75-85 тыс. птиц, а его ареал занимает достаточно обширную территорию на востоке Африки, куда входят такие страны как Замбия, Заир, Танзания, Кения, Уганда, Мозамбик, Бурунди, Малави, Ботсвана и Руанда.
Кормится и гнездится как на заболоченных территориях, так и в степной зоне. Часто обитает вблизи от человеческого жилья и сельскохозяйственных угодий. Кочует в пределах ареала в зависимости от времени года, в засушливое время собираясь стаями вокруг водоёмов и рассеиваясь с наступлением дождливого сезона. Способен усаживаться на ветки деревьев, что свойственно только венценосным журавлям.

## Размножение

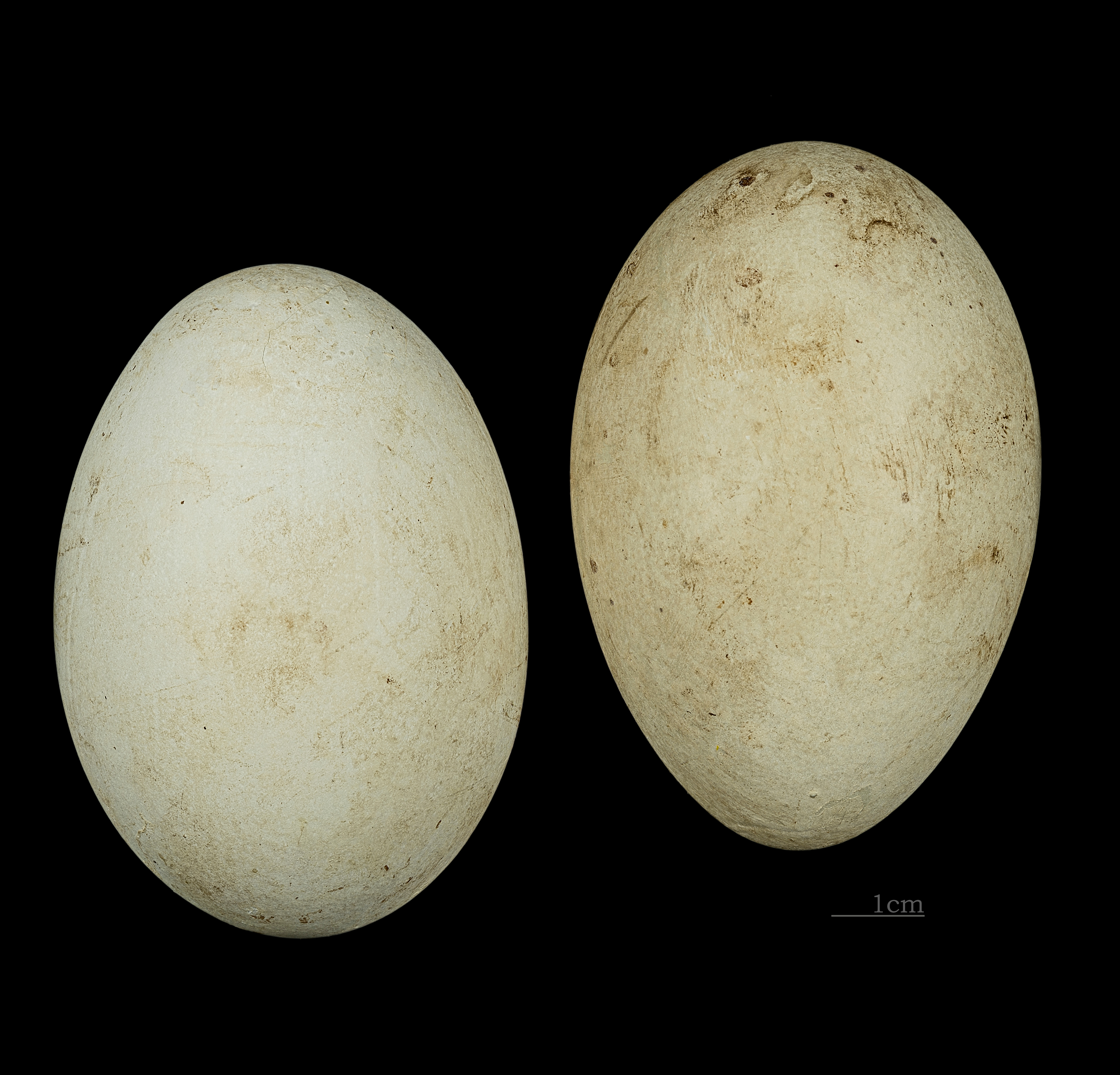
Balearica regulorum gibbericeps

Период размножения приходится на дождливый сезон. Взаимное ухаживание между самцом и самкой может выражаться несколькими способами, одним из которых является издавание хлопающих звуков с помощью надувания и выпускания воздуха из горлового мешка. В этот момент журавли склоняют голову вперёд, а затем резким движением запрокидывают её назад. Кроме того, птицы способны издавать характерные трубные звуки, которые заметно отличаются от других видов журавлей с более длинными трахеями. Ухаживание может сопровождаться обоюдными танцами, которые включают в себя подпрыгивание, перебежки, хлопанье крыльями, подбрасывание пучков травы или покачивание головой.
Гнездится обычно в низинке на краю болотистого участка, густо поросшей травой и в непосредственной близости от лужайки либо засеянного поля. Гнездо строится из осоки и других околоводных растений, вырванных с корнем и представляет собой большую хорошо утрамбованную кучу. Кладка самая большая среди журавлей, 2—5 яиц и варьируется в зависимости от высоты. Инкубационный период составляет 28—31 дней, насиживают оба родителя. Птенцы становятся на крыло через 56—100 дней.

## Питание
Питается как животной, так и растительной пищей. Основной рацион составляют травяние побеги, семена, насекомые и другие беспозвоночные, а также мелкие позвоночные животные. Часто кормится на полях арахисом, соевыми бобами, кукурузой и просом.

## Угрозы и охрана
Несмотря на то, что восточный венценосный журавль долгое время и довольно успешно уживается с человеком, за последние годы отметилось значительное снижение популяции этих птиц — в частности, в период с 1985 по 1994 год общая численность сократилась примерно на 15 %. Среди основных негативных факторов называются быстрый рост населения, осушение и сельскохозяйственное использование земель и использование пестицидов.

## Галерея

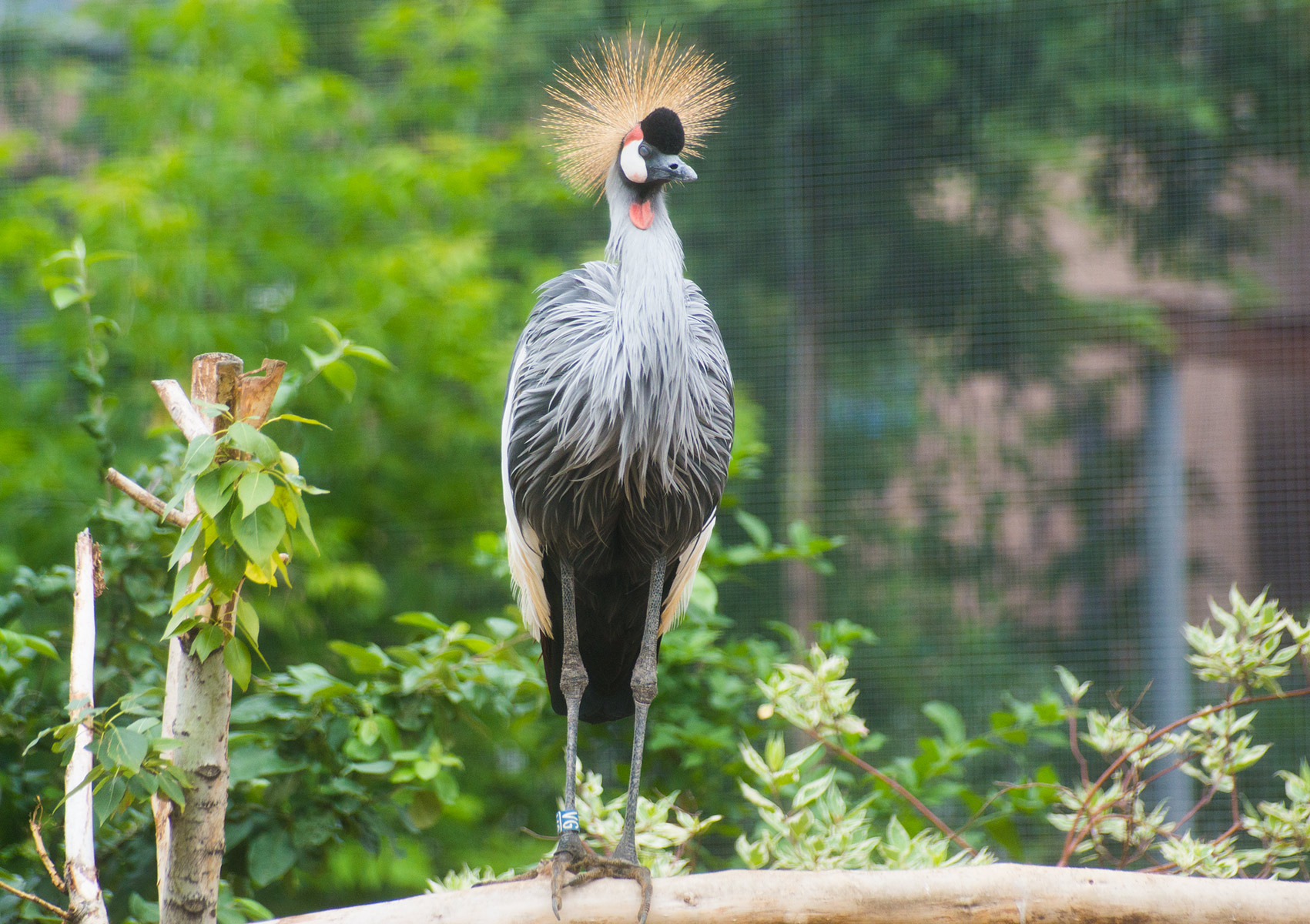
Восточный венценосный журавль в Московском зоопарке
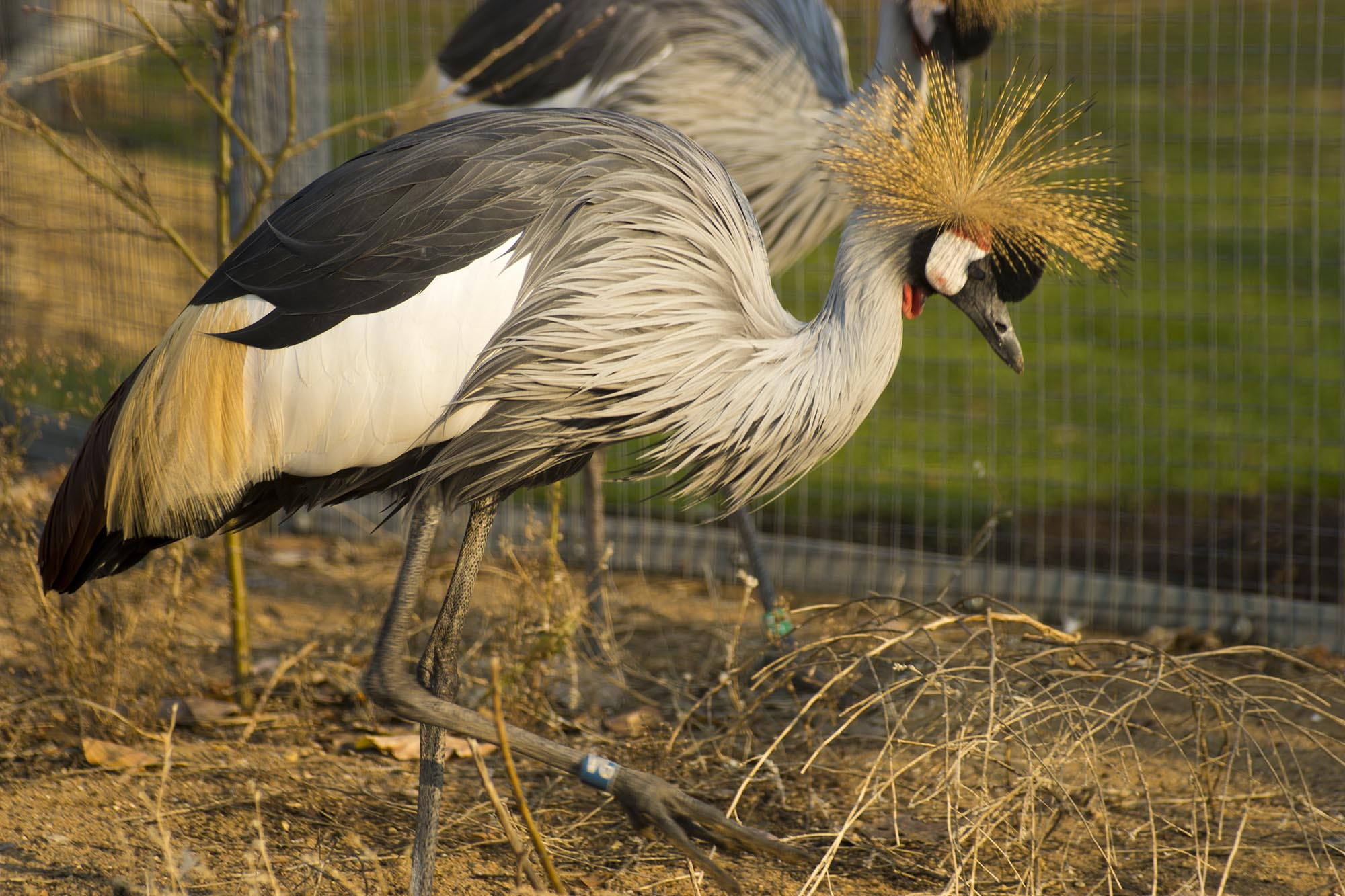
Восточный венценосный журавль в Московском зоопарке